# Kungshögarna, Mjölby
Kungshögarna i Mjölby i Östergötland är ett stort gravfält från järnåldern. Området, som också kallas för Knektahagen eller Kungshöga gravfält, ligger på en 1,5 kilometer lång platå på en grusås och består av 125 synliga gravar. Gravfältet har sannolikt använts som gravplats i 1000 år, under hela järnåldern, och rymmer nio domarringar, tolv treuddar, tre resta stenar, 20 gravhögar, 80 runda stensättningar och en oval stensättning. Den största högen är 13 meter i diameter och 1,7 meter hög. Den största domarringen är 18 meter i diameter och består av nio klumpstenar (ursprungligen 11). De äldsta delarna av gravfältet återfinns i dess norra parti och härrör från äldre järnåldern.
Vid den norra delen av gravfältet har dessutom hällkistor från slutet av stenåldern påträffats. Området utgrävdes första gången 1902 och bland fynden märks förutom keramik, spännen av järn och brons, enstaka svärd och några skäror. Dessutom hittades kromknivar och föremål som troligen använts till läderarbeten. Fynden av de arkeologiska utgrävningarna finns idag bevarade på Statens historiska museum.